# Euderces velutinus
Euderces velutinus är en skalbaggsart som först beskrevs av Fisher 1931.  Euderces velutinus ingår i släktet Euderces och familjen långhorningar.
Artens utbredningsområde är:
- Guatemala.
- Honduras.

Inga underarter finns listade i Catalogue of Life.